# Stenosemus exaratus
Stenosemus exaratus is een keverslakkensoort uit de familie van de Ischnochitonidae. De wetenschappelijke naam van de soort werd in 1878 voor het eerst geldig gepubliceerd door Georg Ossian Sars.